# Olympische Sommerspiele 1992/Teilnehmer (Malediven)
| Gelbes Symbol für Goldmedaillen mit stilisierten Olympischen Ringen | Graues Symbol für Silbermedaillen mit stilisierten Olympischen Ringen | Braundes Symbol für Bronzemedaillen mit stilisierten Olympischen Ringen |
| ------------------------------------------------------------------- | --------------------------------------------------------------------- | ----------------------------------------------------------------------- |
| —                                                                   | —                                                                     | —                                                                       |

Die Malediven nahmen an den Olympischen Sommerspielen 1992 in Barcelona mit einer Delegation von sieben Athleten (sechs Männer und eine Frau) in zwei Sportarten teil. Es war die zweite Teilnahme der Malediven an Olympischen Spielen nach 1988.

## Teilnehmer nach Sportarten

### Leichtathletik
- Mohamed Amir
Männer, 400 Meter: Vorläufe

- Hussein Haleem
Männer, Marathon: 86. Platz

- Aminath Rishtha
Frauen, 100 Meter: Vorläufe

- Hussain Riyaz
Männer, 800 Meter: Vorläufe

- Ahmed Shageef
Männer, 100 Meter: Vorläufe
Männer, 200 Meter: Vorläufe

### Schwimmen
- Ahmed Imthiyaz
Männer, 50 Meter Freistil: 71. Platz
Männer, 100 Meter Freistil: 74. Platz

- Mohamed Rasheed
Männer, 50 Meter Freistil: 72. Platz
Männer, 100 Meter Freistil: 75. Platz